# Петрокоммерц
Банк «Петрокоммерц» — российский коммерческий банк, существовавший с 1992 по 2016 год. С 1998 года являлся «опорным банком» нефтяной компании «Лукойл».
23 августа 2016 года «Открытие Холдинг» объявила о завершении интеграции своей банковской группы. Номос-банк, Банк «Открытие», Ханты-Мансийский банк и Банк «Петрокоммерц» объединены в Банк «Открытие» — крупнейший частный банк в России.
Основан в 1992 году. Учредителями и первыми клиентами были нефтяная компания «Лангепас-Урай-Когалымнефтегаз» (позже ОАО «Лукойл»), нефтегазовая корпорация Сибири «Би-Газ-Си», предприятия и НИИ, связанные с авиацией и электроникой.

## Собственники и руководство
Основной акционер — ОАО «Открытие холдинг».
Председатель совета директоров — Рубен Аганбегян (председатель правления «Открытие Холдинг»). Президент — Владимир Рыкунов.
Леониду Федуну и Вагиту Алекперову принадлежит 79,39 % акций банка, ещё 10,47 % акций владеют члены совета директоров банка и «ИФД КапиталЪ» Сергей Михайлов и Юрий Селезнёв, 6,64 % акций принадлежит Владимиру Никитенко, президенту банка. 11 марта 2013 года стало известно о том, что Сулейман Керимов намерен купить банк Петрокоммерц.
30 октября 2013 года было объявлено о сделке, в соответствии с которой владельцем 95 % банка «Петрокоммерц» должна стать финансовая корпорация «Открытие», а группа «ИФД КапиталЪ» войти в состав акционеров корпорации. Банк при продаже был оценен в 19,5 млрд руб.

## Деятельность
Располагает дочерними банками: ОАО «Комирегионбанк „Ухтабанк“» (Коми), ОАО «Ставропольпромстройбанк» (Ставропольский край), ПАО «Банк Петрокоммерц-Украина» (Украина) (был продан в марте 2015 года 11 физическим лицам, доля каждого из которых составила менее 10 %. В марте 2016 года был отнесён НБУ к категории неплатежеспособных и закрыт). Имеет 18 региональных филиалов.
В круг предприятий, обслуживавшихся банком, входили «Лукойл» и его дочерние предприятия, «Соликамский магниевый завод», «Северо-Каспийское морское пароходство», «Новороссийский судоремонтный завод», корпорация «Лизингстроймаш», «Московская телекоммуникационная корпорация», предприятия «Базовый элемент», торговая сеть «Техносила», ГНК «Нафта-Москва» и другие.
Капитал банка на 1 января 2013 года составил 26,5 млрд руб. , активы — 223,6 млрд руб..
Чистая прибыль за 2006 год — 3,2 млрд руб. (в 2006 году — 3,1 млрд руб.).
По состоянию на 1 января 2014 года по итогам 2013 года Петрокоммерц показал максимальный среди российских банков чистый убыток в 7,1 млрд рублей. При этом промежуточное значение на 1 ноября 2013 составляло лишь 942,4 млн рублей. Данные средства банк компенсировал субсидированным займом в 10 млрд рублей, повысив тем самым собственные средства банка.